# 庫羅韋奇卡
49°26′20″N 26°23′23″E / 49.43889°N 26.38972°E
庫羅韋奇卡（烏克蘭語：Куровечка）是位於烏克蘭西部的村莊，由赫梅利尼茨基州裡赫梅利尼茨基區的維季夫齊市鎮負責管轄。該村始建於1628年，面積1.2平方公里，海拔高度299米，2001年人口232，人口密度每平方公里193.7人。